# La Pena (Eirines)
La Pena (en gallego y oficialmente, A Pena de Irís) es una aldea española situada en la parroquia de Eirines, del municipio de Cabañas, en la provincia de La Coruña, Galicia.

## Demografía
| Gráfica de evolución demográfica de A Pena de Irís entre 2000 y 2019 |
|                                                                      |
| Datos según el nomenclátor publicado por el INE.                     |